# Kristanna Loken

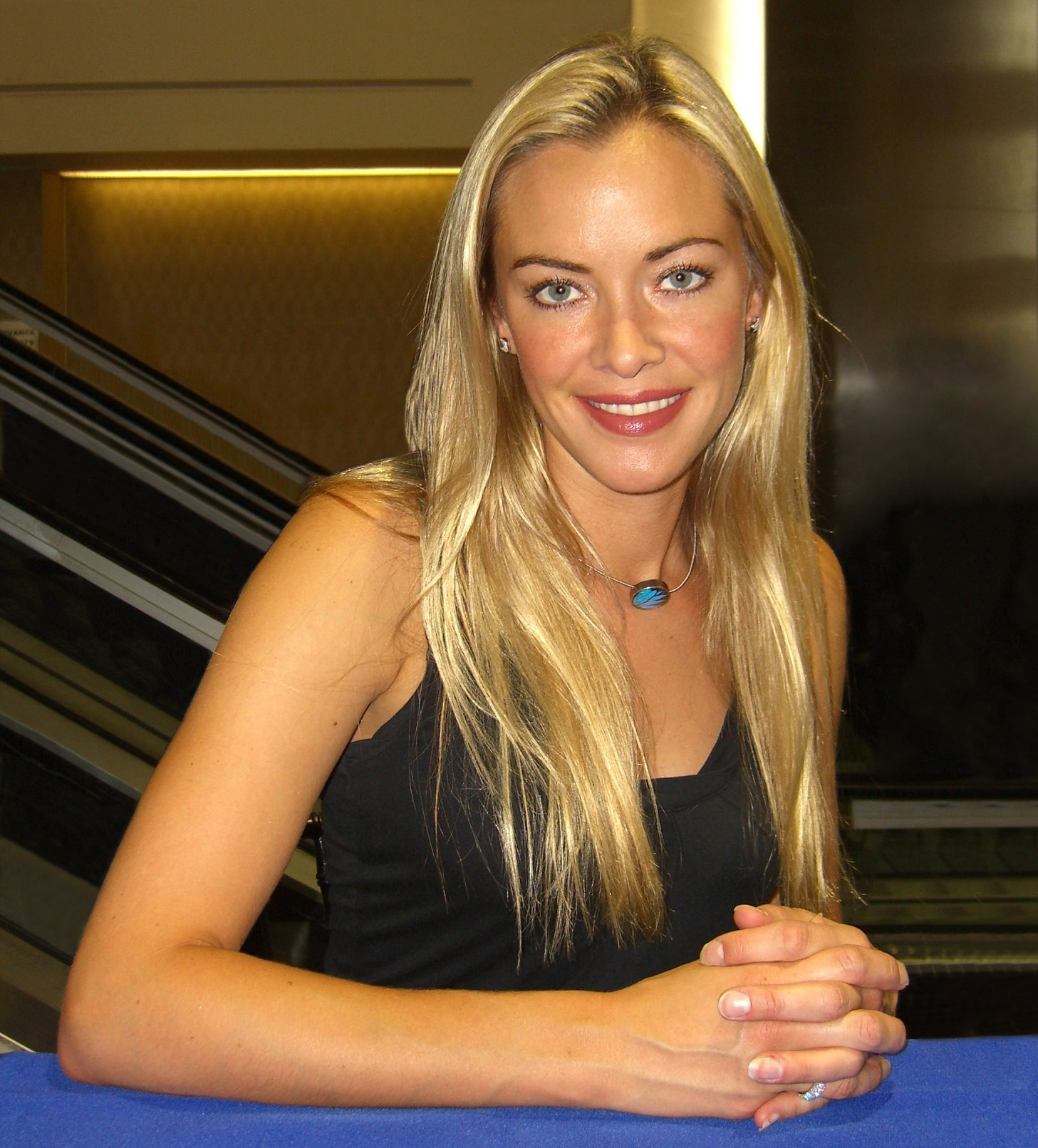
Kristanna Loken (2011)

Kristanna Sommer Loken (* 8. Oktober 1979 in Ghent, New York) ist eine US-amerikanische Schauspielerin.

## Biografie
Loken wurde in Ghent im US-Bundesstaat New York als Tochter des Models Rande und des Schriftstellers Merlin „Chris“ Loken geboren und wuchs mit ihrer Schwester Tanya auf der Obstfarm ihrer Eltern in Ghent, Columbia County, Upstate New York auf. Sie hat norwegische und deutsche Vorfahren.
Als Schauspielerin machte Loken insbesondere die Rolle der Terminatrix T-X in dem Film Terminator 3 – Rebellion der Maschinen weltbekannt. Vor Terminator 3 spielte Loken die Rolle der Taja in der Fernsehserie Mortal Kombat: Conquest.
Weitere Filmprojekte sind die Verfilmung der Nibelungensage Die Nibelungen, in der Loken die Brunhilde spielt, sowie der Vampir-Film BloodRayne.
Loken war 2007 in der Rolle der Paige Sobel in The L Word – Wenn Frauen Frauen lieben zu sehen. Sie verließ die Serie allerdings, weil sie mit dem restlichen Ensemble private Probleme hatte. Im selben Jahr spielte sie außerdem die Hauptrolle in der Actionserie Painkiller Jane.
Am 10. Mai 2008 heiratete Loken Noah Danby. Am 16. November 2009 gab sie in einem Interview bekannt, dass sie sich von Danby getrennt habe und nun in einer Beziehung mit einer Frau lebe. Ab Mai 2015 war Loken kurzzeitig mit dem Politiker Antonio Villaraigosa liiert. Danach kam sie mit einem Manager der Investmentbank JP Morgan, Jonathan Bates, zusammen und brachte im Mai 2016 einen gemeinsamen Sohn zur Welt.

## Filmografie (Auswahl)
- 1996: Aliens in the Family (Fernsehserie, 3 Folgen)
- 1996: Superman – Die Abenteuer von Lois & Clark (Lois And Clark – The New Adventures Of Superman, Fernsehserie, Folge 4x16 Frieden für die Welt)
- 1996–1997: Auf schlimmer und ewig (Unhappily Ever After, Fernsehserie, 9 Folgen)
- 1996–1998: Das Leben und Ich (Boy Meets World, Fernsehserie, 2 Folgen)
- 1997: Star Trek: Raumschiff Voyager (Star Trek: Voyager, Fernsehserie, Folge 3x20 Die neue Identität)
- 1997–1998: Pensacola – Flügel aus Stahl (Pensacola: Wings of Gold, Fernsehserie, 19 Folgen)
- 1998–1999: Mortal Kombat: Conquest (Fernsehserie, 22 Folgen)
- 1999: Sliders – Das Tor in eine fremde Dimension (Sliders, Fernsehserie, Folge 4x22 Familientreffen)
- 2000: D.C. (Fernsehserie, 7 Folgen)
- 2001: Gangland L.A. (Gangland)
- 2002: Air Panic (Panic)
- 2003: Terminator 3 – Rebellion der Maschinen (Terminator 3: Rise of the Machines)
- 2004: Die Nibelungen (Fernsehfilm)
- 2005: BloodRayne
- 2007: Schwerter des Königs – Dungeon Siege (In the Name of the King: A Dungeon Siege Tale)
- 2007: Lime Salted Love
- 2007: Painkiller Jane (Fernsehserie, 22 Folgen)
- 2007–2008: The L Word – Wenn Frauen Frauen lieben (The L Word, Fernsehserie, 10 Folgen)
- 2009: Darfur
- 2010: Ties That Bind
- 2011: S.W.A.T.: Firefight
- 2011: 301 – Scheiß auf ein Empire (The Legend of Awesomest Maximus)
- 2011–2012: Burn Notice (Fernsehserie, 4 Folgen)
- 2013: Bounty Killer
- 2013: Dark Power
- 2014: Black Rose
- 2014: Hunting the Phantom
- 2014: Mercenaries
- 2014: Bump and Grind (Fernsehserie, Folge 1x01 Pilot)
- 2015: Das Leben und Riley (Fernsehserie, Folge 2x15, Girl Meets Farkle)
- 2015: Body of Deceit
- 2016: Fighting for Freedom
- 2017: Lethal Weapon (Fernsehserie, Folge 2x08 Fork-Getta-Bout-It)
- 2019: Purity Falls
- 2019: Dark Stories (Fernsehserie, Folge 1x05, La poupée sanglante)
- 2022: Repeater
- 2024: Darkness of Man
- 2025: No Address

## Videospiele
- 2003: Kampfstern Galactica

## Auszeichnungen
- 2004: MTV Movie Award als sexiester weiblicher Bösewicht für Terminator 3 (Nominierung)
- 2004: Saturn Award als beste Nebendarstellerin für Terminator 3 (Nominierung)
- 2004: Saturn Award als Gesicht der Zukunft für Terminator 3 (Nominierung)